# 芒塔爾謝茲
芒塔爾謝茲是瑞士的城鎮，位於該國西部，由納沙泰爾州負責管轄，面積6.42平方公里，海拔高度656米，2011年人口244，七成人口信奉基督教，人口密度每平方公里38人。